# 맛조개
맛조개는 죽합과에 속하는 조개로 학명은 Solen strictus이다. 흔히 ‘맛’이라고 부르며 다른 이름으로 ’긴맛’도 있다. 충남, 전북 등지에서는 '개맛', '참맛'으로 부르며, '끼맛', '개솟맛'이라 부르는 곳도 있다.
길이 12cm 정도로 껍데기는 가늘고 길며 겉은 대나무색 각피로 덮여 있다. 껍데기는 얇고 부서지기 쉬우며 밀폐되어 있지 않고 앞뒤 끝 부분이 열려 있으며, 앞에는 큰 발을 내놓고 뒤쪽으로는 외투막이 융합하여 긴 수관을 형성하고 있다. 조간대에서부터 수심 2m 전후의 해변의 모래나 개펄에 구멍을 파고 살며, 개펄에 물이 차면 구멍에서 조금 나와서 물 속의 유기물을 걸러 먹는다. 조류가 다소 급한 얕은 바다의 모래 밑 30cm 가량에 서식하고 4-5월에 산란한다.
한국·중국·일본·대만 등지에 분포한다. 한국에서는 거의 모든 연안에 분포한다. 보통 갯벌에서 채취하며, 한국에서 채취되는 맛조개의 90%가 순천만 갯벌이라고 한다.
과거에는 인공종묘 생산 기술이 발달 되지 않아 양식이 어려웠으나, 2011년 전남해양수산과학원에서 인공종묘 생산 기술을 개발하게 되었다.
맛조개를 채취하는 방법은 갯벌 모래를 5cm 정도 걷어내면 맛조개가 서식하는 타원형의 구멍이 나오는데, 여기에 소금을 뿌리면 맛조개가 구멍에서 나오게 되는데 이 때에 잡을 수 있다. 과거에는 맛소금이 사용되었으나 맛소금에 포함된 화학조미료 성분이 해양오염을 일으킨다는 우려 때문에 천일염 같은 화학조미료가 없는 소금으로 대체되고 있다. 철사를 화살 모양으로 만든 ‘써개’나 ‘맛새’ 등의 도구를 이용해 구멍 속을 찍어서 잡기도 한다.
맛조개의 살은 맛살이라고 하여 부드럽고 맛이 좋아 음식으로 많이 먹는다. 주로 소금구이와 무침으로 먹는다. 회로도 먹을 수 있으나 장염비브리오에 걸릴 위험이 있으므로 주의하여야 한다. 3~4월에는 내장이 붉게 되는데 이 때 독성이 있을 확률이 매우 높다. 맛조개는 다른 조개에 비해 단백질과 지질이 적고, 대신 칼슘과 철분, 아연이 풍부하다. 그리고 탄수화물과 지방이 적어 칼로리가 낮다. 다이어트에 좋다.